# 덴키 그루브
덴키 그루브(일본어: 電気グルーヴ)는 일본의 테크노 음악 그룹이다. 1989년에 결성됐으며, 소니 뮤직 재팬의 산하 레이블인 큔 레코드에 속해있다. 현재 구성원은 이시노 닷큐와 피에르 다키이다.

## 음반 목록

### 싱글
- 모노노케 댄스 (2008년 2월 14일)
- The Words (2009년 2월 4일)
- Upside Down (2009년 11월 18일)

### 음반
- J-POP (2008년 4월 2일)
- YELLOW (2008년 10월 15일)
- 20 (2009년 8월 19일)